# Santuari de Lurda de la Nou
El Santuari de Lurda de la Nou és una església del municipi de la Nou de Berguedà (Berguedà) inclosa en l'Inventari del Patrimoni Arquitectònic de Catalunya.
És dedicat a la Mare de Déu de Lorda, essent un dels molts testimonis de l'extraordinària popularitat que assolí aquesta devoció a la Mare de Deu arreu del món, i també a Catalunya.

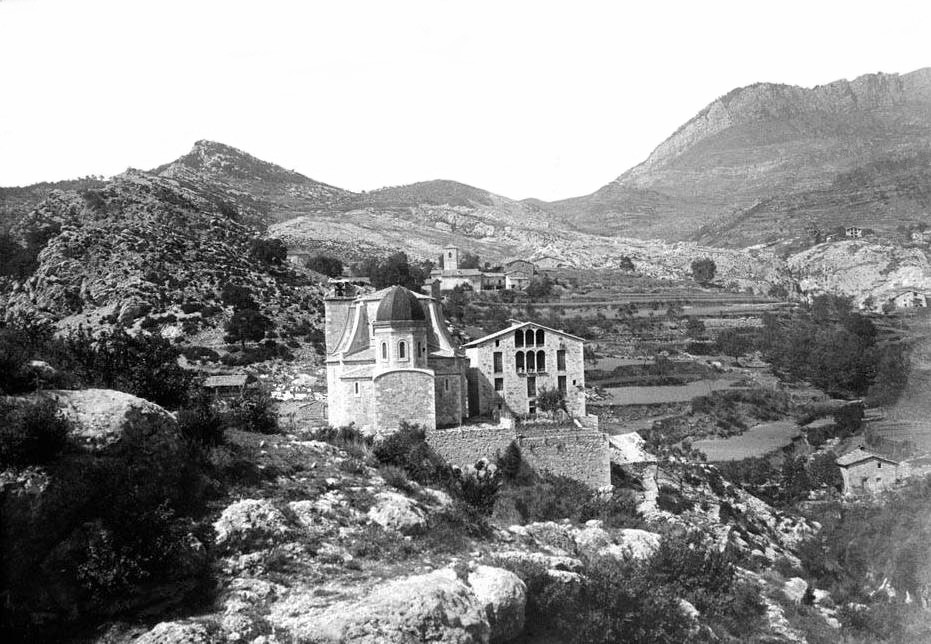
El Santuari, cap a 1900

## Descripció i Història
Conjunt d'edificació singular dins de l'esquema clàssic de santuari marià de muntanya, constituït sobre la base d'un espaiós temple que disposa del cambril corresponent, així com la casa ermita-hostal, tot situat en un forçat relleix per sobre d'un torrent. Forma un conjunt o una petita unitat, en un paratge esquerp, integrat en el sistema de major entitat compost en els planells elevats de l'antic poblament de la Nou. En els anys vuitanta, la casa ermita passà a ser la seu d'un actiu centre de "colònies d'estiu" per a infants.
Entre 1880-1889 s'hi realitzen les obres principals.